# Seznam povodní v Česku

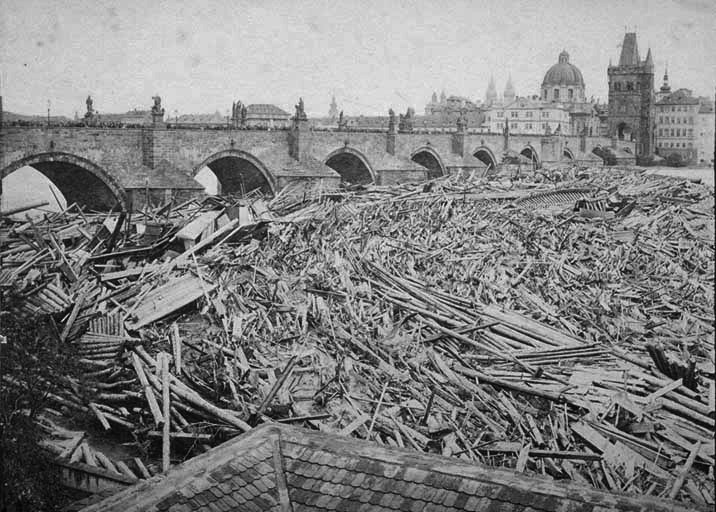
Karlův most v Praze při povodni v květnu 1872

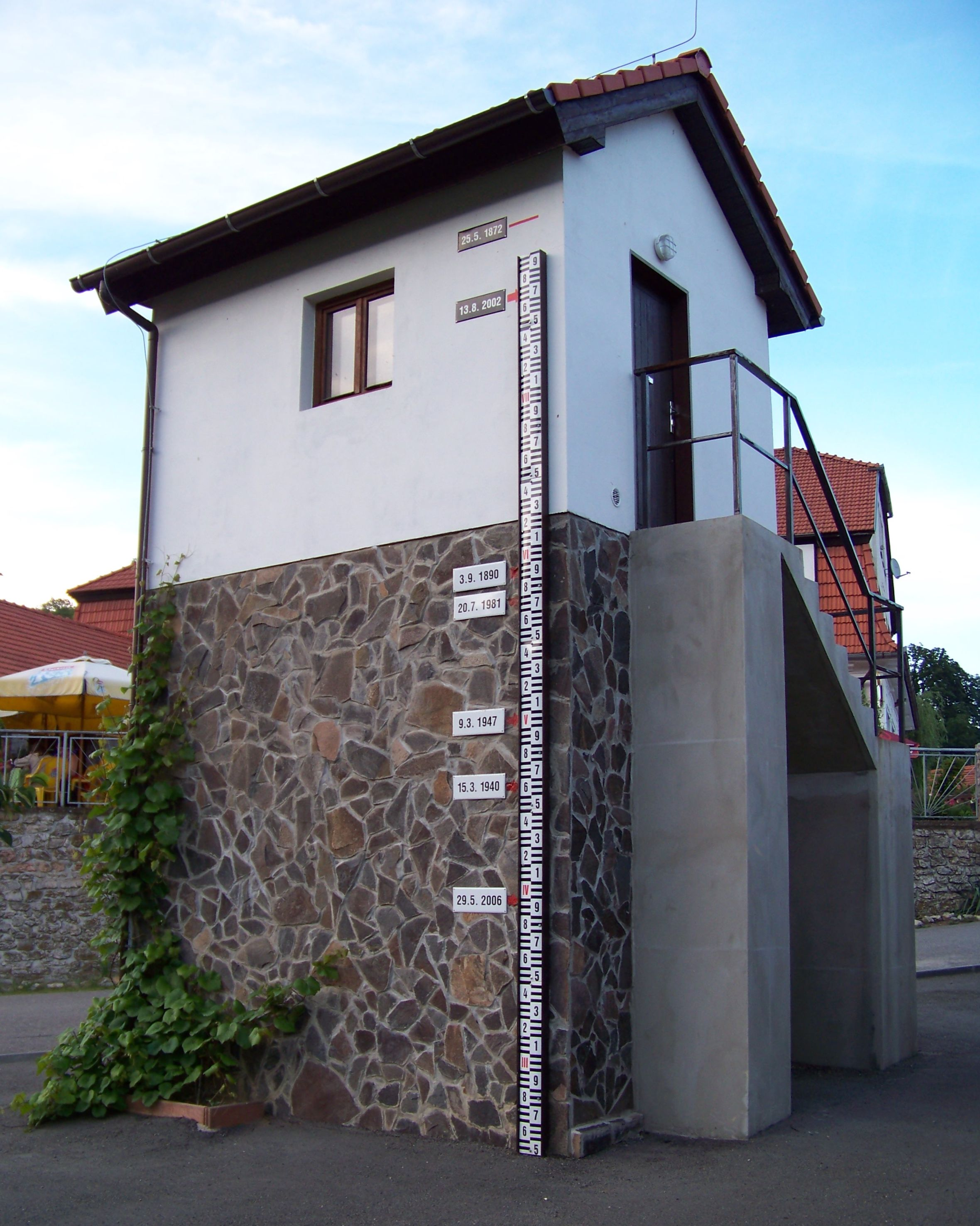
Značky povodní v Srbsku na Berounce

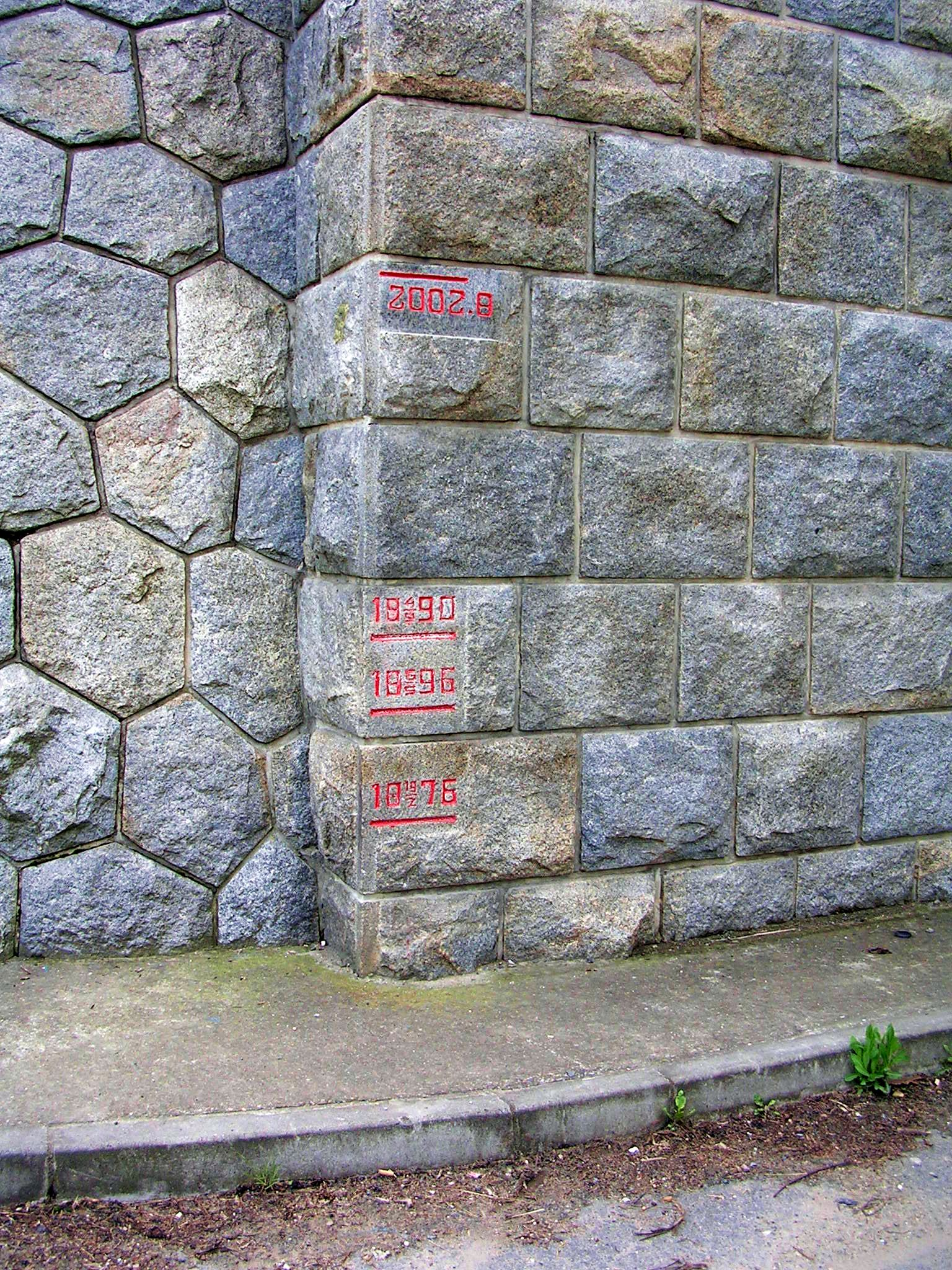
Značky vltavských povodní na železničním mostu ve Vepřku (část Nové Vsi v okrese Mělník)

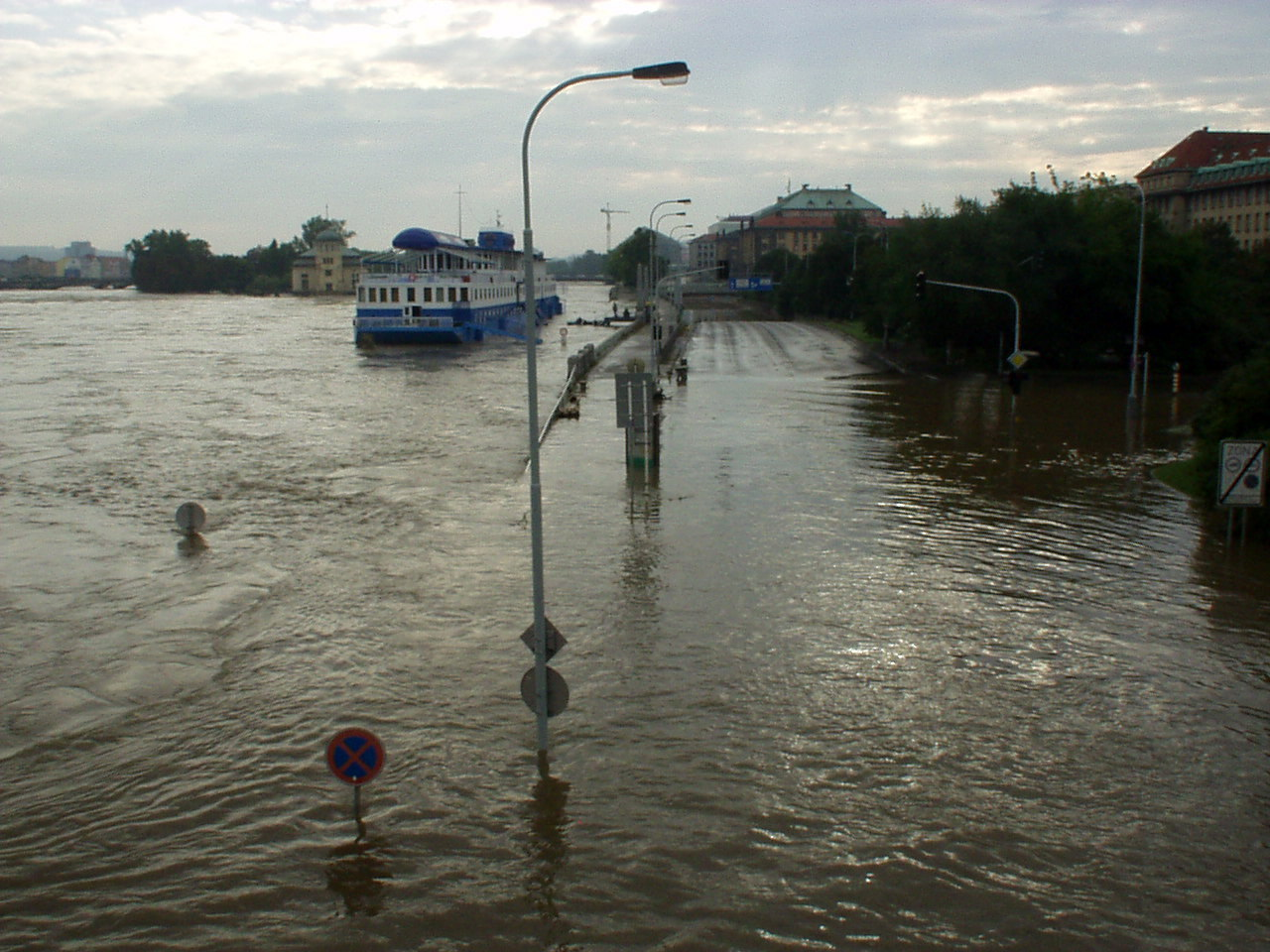
Povodeň roku 2002 v Praze

Tento seznam obsahuje chronologicky seřazené významnější historicky doložené povodně, které zasáhly území Čech, Moravy nebo Českého Slezska. Tučně zvýrazněný rok odkazuje na samostatný článek o dané povodni.
12. století
- 1118: Praha – v září povodeň strhla mnoho domů (kronikář Kosmas),[1] kdy „vystoupila voda přes deset loktů nad most“[2][3]

13. století
- 1272: Praha – v březnu Juditin most poškodila velká voda ledovými krami.

14. století
- 1316, léto: Praha, střední a východní Čechy. Labe a Vltava zatopily kolem 450 osad a vesnic, následoval hladomor s desetitisíci obětí.[4] Jako preventivní opatření byla následně v Praze zvýšena niveleta terénu na východním břehu až o několik metrů.[5]
- 1342: Praha – v únoru Juditin most pod náporem ledu zásadně poničen a Karel IV. rozhodl o jeho nahrazení novým mostem.

15. století
- 1432: Praha – po velkém suchu přišly v červenci 4 dny dešťů, připlavené dřevo ucpalo Vltavu a Karlův most přišel o pět pilířů (oprava trvala 71 let).

17. století
- 1655: Praha, březen, „voda led po dvakráte přinesla na staroměstský rynk“, odhad 4000 m³/s[6]

18. století
- 1768, únor: Písek – při povodni se zřítila levobřežní brána Kamenného mostu.
- 1774: Labe
- 1784, únor/březen: 28. února průtok Vltavy v Praze 4500 m³/s
- 1799, únor: Labe

19. století
- 1824, červen: Vltava
- 1830, březen: Vltava
- 1845, březen: jedna z historicky největších povodní, odhadovaný průtok Vltavy v Praze 4500 m³/s, kde byla hladina 544 cm nad normálem[7]
- 1862, únor/březen: Labe
- 1872, květen: zasažena hlavně Berounka a Vltava, na Berounsku zahynulo několik desítek lidí, některé vesnice byly úplně zničeny, voda se na berounském náměstí zastavila ve výšce dvou metrů. Průtok vody ve Vltavě 3300 m³/s.
- 1876, únor: Labe
- 1888, 3.–4. září, více toků v jižních Čechách, jedna z nejničivějších povodní v Českých Budějovicích
- 1890, září: Vltava, opět pobořen Karlův most převážně nahromaděním dříví a vorů, průtok Vltavy v Praze 4000 m³/s,[8] voroplavba v Čechách byla již na ústupu
- 1893, únor: Vltava

20. století
- 1915: Vltava, říjen[9][10]
- 1940, březen: Vltava – 15. březen průtok 3245 m³/s[11], Labe – 18. březen[12]
- 1954, červenec: Vltava (velkou část povodňové vody zadržela dokončovaná vodní nádrž Slapy; Vltavská kaskáda již brání tvorbě ledu, který při povodních ucpával koryto)
- 1966, červenec: Slezsko, oblast Novojičínska (škody přes 100 milionů Kčs)
- 1970, červen: jižní Morava (35 mrtvých)
- 1981, červenec: Čechy; po čtyřdenních deštích trval povodňový stav na Berounce více než týden.
- 1985, květen: jižní Morava, Vysočina, severní Morava
- 1987, červen/červenec: severní a západní Čechy
- 1993, prosinec: jižní Čechy; na Otavě v Rejštejně zaznamenána absolutně nejvyšší povodeň za dobu trvání zdejšího měření.
- 1997, červenec: Morava, Slezsko a východní Čechy (50 mrtvých)[13]. Tato nejrozsáhlejší katastrofa konce 20. století prokázala nepřipravenost tehdejších institucí a vedla k rozsáhlému přepracování havarijních plánů.
- 1998, 23. července: Královéhradecký kraj (6 obětí)[13]

21. století
- 2002, srpen: Vltava a Labe, dosud největší změřené povodně v Čechách – průtok Vltavy v Praze 5300 m³/s (17 mrtvých)[13]
- 2006, březen a duben: různé řeky (7 obětí)[13]
- 2009, červen a červenec: především Moravskoslezský, Olomoucký, Zlínský a Jihočeský kraj (13 mrtvých)[13]
- 2010, květen: především Moravskoslezský, Olomoucký (Troubky), Zlínský a Jihočeský kraj (1 mrtvý)
- 2010, srpen: hlavně Liberecký kraj (5 mrtvých)[14]
- 2013, červen: zasažena celá povodí toků Labe a Vltavy - průtok Vltavy v Praze 3210 m³/s (7 mrtvých)[15]
- 2024, září: zasažen zejména Moravskoslezský a Olomoucký kraj (5 mrtvých k 21. 9. 2024[16])